# Alexander Boyd
Alexander Boyd (* 14. September 1764 in Albany, Provinz New York; † 8. April 1857 in Esperance, New York) war ein britisch-amerikanischer Politiker. Zwischen 1813 und 1815 vertrat er den Bundesstaat New York im US-Repräsentantenhaus.

## Werdegang
Alexander Boyd wurde während der britischen Kolonialzeit in Albany geboren und wuchs dort auf. Er zog nach Middleburgh im Schoharie County, wo er in der Landwirtschaft tätig war. Politisch gehörte er der Föderalistischen Partei an. Bei den Kongresswahlen des Jahres 1812 für den 13. Kongress wurde er im 13. Wahlbezirk von New York in das US-Repräsentantenhaus in Washington, D.C. gewählt, wo er am 4. März 1813 als die Nachfolge von Uri Tracy antrat. Er schied nach dem 3. März 1815 aus dem Kongress aus. Am 8. April 1857 starb er in der Town von Esperance und wurde dann in Schoharie auf dem gleichnamigen Friedhof beigesetzt.